# Luso-tropicalismo
Luso-tropicalismo ou Lusotropicalismo é uma “quase-teoria” desenvolvida pelo cientista social brasileiro Gilberto Freyre sobre a relação de Portugal com os trópicos.
Em vários de seus livros, como em «O Mundo que o Português Criou», demonstra o importante papel que os portugueses tiveram na criação da "primeira civilização moderna nos trópicos". 
Em traços gerais, o luso-tropicalismo postula a especial capacidade de adaptação dos portugueses aos trópicos, não por interesse político ou econômico, mas por empatia inata e criadora. A aptidão do português para se relacionar com as terras e gentes tropicais, a sua plasticidade intrínseca, resultaria da sua própria origem étnica híbrida, da sua bi-continentalidade e do longo contacto com mouros e judeus na Península Ibérica, nos primeiros séculos da nacionalidade portuguesa, e manifesta-se sobretudo através da miscigenação e da interpenetração de culturas.

## Uso Político
O Estado Novo português, nos anos 30 e 40, ignorou ou rejeitou a tese de Gilberto Freyre, devido à importância que conferia à mestiçagem, à interpenetração de culturas, à herança árabe e africana na gênese do povo português e das sociedades criadas pela colonização lusa. As ideias do pensador brasileiro tiveram que esperar pela década dos anos 50 para conhecer uma recepção mais favorável no seio do regime salazarista. Nessa altura, o regime adotou uma versão simplificada e nacionalista do luso-tropicalismo como discurso oficial, para ser utilizado na propaganda e na política externa. A mudança de atitude não foi alheia a conjuntura internacional saída da Segunda Guerra Mundial e a necessidade de o Governo português afirmar a unidade nacional perante as pressões externas favoráveis à autodeterminação das colônias. Paralelamente, assistiu-se à penetração do luso-tropicalismo no meio acadêmico e científico, em particular o ligado à formação dos quadros da administração ultramarina e à chamada ocupação científica das colônias. Com o início da guerra em Angola, e a chegada de Adriano Moreira ao Ministério do Ultramar, foi promulgado um pacote de medidas legislativas inspiradas no luso-tropicalismo. No novo contexto, procurou-se igualmente incutir nos portugueses a ideia da benignidade da colonização lusa ou, de forma mais eufemística, “do modo português de estar no mundo”. A propaganda encarregou-se disso, de forma incansável: era urgente uniformizar o pensamento para conformar a ação, sobretudo dos colonos e dos agentes do poder colonial no terreno. Desde então, uma versão simplificada do luso-tropicalismo foi entrando no imaginário nacional contribuindo para a consolidação da auto-imagem, da génese da sua identidade, em que os portugueses melhor se identificam: a de um povo tolerante, fraterno, plástico e de vocação ecumênica.

## Oposição
O luso-tropicalismo serviu aos interesses políticos do Estado Novo e ajudou a legitimar intelectualmente a colonização portuguesa, tornando-se alvo de alguns movimentos de libertação nacional. Eduardo Mondlane, um dos fundadores da Frente de Libertação de Moçambique (FRELIMO), afirmou que a colonização portuguesa se baseava na discriminação racial, por isso a perspectiva positiva da “complicada teoria de luso-tropicalismo” não condizia com a realidade. Amílcar Cabral, liderança do Partido Africano para a Independência da Guiné e Cabo Verde (PAIGC), menciona o luso-tropicalismo como um obstáculo para a luta anticolonial. Sobre o assunto, Cabral afirmou o seguinte:
Uma poderosa máquina de propaganda foi posta a trabalhar no sentido de convencer a opinião pública mundial de que os nossos povos viviam no melhor dos mundos possíveis [...]. E assim se foi construindo toda uma mitologia. E, como acontece com tantos mitos, especialmente os que dizem respeito à sujeição e exploração das gentes, não faltaram ‘homens de ciência’, incluindo um sociólogo de nomeada, para lhe garantir uma base teorética – neste caso, o lusotropicalismo.
Aquino de Bragança foi outro intelectual e militante anti-imperialista que criticou o luso-tropicalismo e Gilberto Freyre. Em um de seus artigos, recordou a participação desse brasileiro, em 1966, no Congresso das Comunidades Portuguesas, realizado na Ilha de Moçambique, com a presença dos ideológicos do regime português da ditadura.